# Pedro Vera
Pedro Vera Gómez (San Pedro del Pinatar, 1967) es un historietista español. También ha participado en numerosas charlas y exposiciones, además de realizar carteles, portadas de discos y pósteres.

## Biografía
Pedro Vera Gómez nació en San Pedro del Pinatar en 1967. Estudió Derecho en la Universidad de Murcia.
En 1993 recibió el premio al mejor guion en el Concurso Murcia Joven. Un año después, en 1994, ganó el Concurso de Cómic Ciudad de Cornellá. Fue fundador de la revista murciana El Tío Saín, y colaboró también en publicaciones nacionales de la época: La Comictiva, Kovalski Fly, Annabel Lee y Subterfuge (Subterfuge Records).
El trabajo de Pedro Vera fue reconocido en 1995 al ser nominado a “autor revelación” en el Salón del Cómic de Barcelona. En 1996 volvió a ganar en el Concurso Murcia Joven y comenzó a publicar su serie «Ortega y Pacheco» en el diario La Opinión de Murcia. Un año después colaboró en la revista Ruta 66 y continuó haciendo historietas para “El Tío Saín”, creando para esta a Nick Platino.
Desde 1998 y en el suplemento Manda Huevos, donde Albert Monteys tenía carta blanca, empezó a aportar a El Jueves sus corrosivas páginas, normalmente protagonizadas por sus dos creaciones más populares: Nick Platino y Ortega y Pacheco.
Desde 2012 publica en El Jueves la serie «Ranciofacts»; historietas de una o dos páginas acerca de tópicos, actitudes pasadas de moda y expresiones manoseadas en torno a algún tema.

## Estilo
Su estilo es el dibujo en blanco y negro y trazo grueso, y a veces incluyen montajes entre fotos y dibujos. En su labor exorciza la sociedad actual, con la telebasura en un lugar desatacado, a golpe de gag iconoclasta y surrealista. Muchas veces, el efectismo del autor radica más en la grosería visual del dibujo que del mensaje. Se le puede considerar un 'autor de la calle' de la vertiente más underground, como lo fueron en su día Robert Crumb, Gilbert Shelton, Ivà u Óscar Nebreda.

## Monográficos
- 2000 Ortega y Pacheco: ¿A dónde vas? Patatas traigo. Ediciones El Jueves.
- 2000 Ortega y Pacheco: Dos súper, dos. Ediciones El Jueves.
- 2000 Ortega y Pacheco: A repartir. Ediciones El Jueves.
- 2004 Lo más mejor de Ortega y Pacheco. Ediciones El Jueves.
- 2005 Ortega y Pacheco: Sexo, carreras y cintas de El Fary. Ediciones El Jueves.
- 2005 Nick Platino: El detective de lo oculto y astral. Ediciones El Jueves.
- 2008 Ortega y Pacheco: Holocausto garrulo. Ediciones El Jueves.
- 2008 Ortega y Pacheco: Carajillos. Ediciones El Jueves.
- 2008 Ortega y Pacheco: Tragos largos. Ediciones El Jueves.
- 2009 Ortega y Pacheco: Me cago en vida. Ediciones El Jueves.
- 2010 Ortega y Pacheco: Vaya par. Ediciones El Jueves.
- 2014 Ranciofacts: Efectiviwonder. ¡Caramba!
- 2015 Mi puto cuñado. Ranciofacts 2. ¡Caramba!
- 2016 Rancio no, lo siguiente. Ranciofacts 3. ¡Caramba!
- 2017 Ortega y Pacheco Deluxe 1. ¡Caramba!
- 2017 Ortega y Pacheco Deluxe 2. ¡Caramba!
- 2018 Ortega y Pacheco Deluxe 3. ¡Caramba!
- 2018 Saliendo de la zona de confort. Ranciofacts 4. ¡Caramba!
- 2019 Ortega y Pacheco Deluxe 4. ¡Caramba!
- 2020 Aquí, sufriendo. Ranciofacts 5. ¡Caramba!
- 2022 Ranciofacts de cine. ¡Caramba!
- 2023 La universidad de la vida. Ranciofacts 6. ¡Caramba!
- 2025 Orgullo cuñao. Ranciofacts 7. ¡Caramba!